# Бионе
Био̀не (на италиански: Bione, на източноломбардски: Biù, Биу) е село и община в Северна Италия, провинция Бреша, регион Ломбардия. Разположено е на 600 m надморска височина. Населението на общината е 1416 души (към 2013 г.).